# Miguel d’Aversa
Miguel d’Aversa SDB (* 13. Juni 1915 in Cercemaggiore; † 20. März 2004) war ein italienischer Ordensgeistlicher und römisch-katholischer Bischof von Humaitá. 

## Leben
Miguel d’Aversa trat der Ordensgemeinschaft der Salesianer Don Boscos bei und empfing am 8. Dezember 1945 die Priesterweihe.
Papst Pius XII. ernannte ihn am 21. Mai 1962 zum Prälaten der Territorialprälatur Humaitá und Titularbischof von Macri. Der Apostolische Nuntius in Brasilien, Erzbischof Armando Lombardi, spendete ihm am 5. August desselben Jahres die Bischofsweihe; Mitkonsekratoren waren Antônio de Almeida Moraes Junior, Erzbischof von Niterói, und João Resende Costa SDB, Koadjutorerzbischof von Belo Horizonte.
Er nahm an allen vier Sitzungsperioden des Zweiten Vatikanischen Konzils teil. Am 26. Mai 1978 verzichtete er im Zuge der neuen Vergaberichtlinien der römischen Kurie auf seinen Titularbischofssitz. Der Papst Johannes Paul II. erhob die Territorialprälatur am 4. Dezember 1979 zum Bistum und ernannte ihn zum ersten Bischof von Humaitá. Am 6. März 1991 nahm Johannes Paul II. seinen altersbedingten Rücktritt an.